# Hvozd (Prostějovi járás)
Hvozd település Csehországban, a Prostějovi járásban. Hvozd Ochoz, Rakůvka, Ludmírov, Luká, Hačky, Polomí, Březsko és Bouzov településekkel határos. Lakosainak száma 644 fő (2024. január 1.).

## Népesség
A település lakosságának változását az alábbi diagram mutatja:
| Lakosok száma | 1228 | 1357 | 1292 | 932  | 786  | 676  | 622  | 624  | 647  | 644  |
|               | 1869 | 1890 | 1921 | 1950 | 1980 | 2001 | 2017 | 2019 | 2022 | 2024 |